# Бријел (Њу Џерзи)
Бријел (енгл. Brielle) град је у америчкој савезној држави Њу Џерзи.

## Демографија
По попису из 2010. године број становника је 4.774, што је 119 (-2,4%) становника мање него 2000. године.
| Група             | 2000.         | 2010.         |
| Белци             | 4.474 (91,4%) | 4.396 (92,1%) |
| Афроамериканци    | 172 (3,5%)    | 121 (2,5%)    |
| Азијати           | 33 (0,7%)     | 45 (0,9%)     |
| Хиспаноамериканци | 162 (3,3%)    | 152 (3,2%)    |
| Укупно            | 4.893         | 4.774         |